# ウィリアム・トマス・ベックフォード

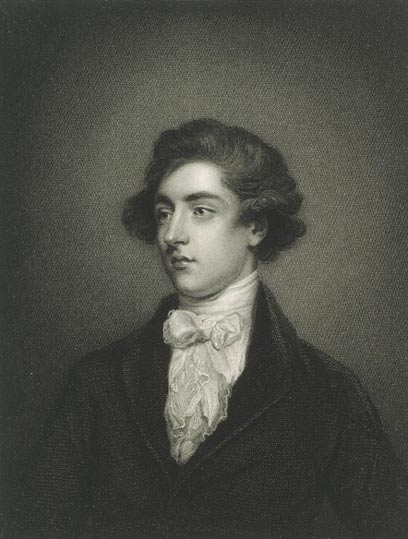
ウィリアム・トマス・ベックフォード

ウィリアム・トマス・ベックフォード（William Thomas Beckford, 1760年10月1日 - 1844年5月2日）は、イギリスの作家、美術評論家、紀行家、美術品・稀覯本蒐集家、パトロン、政治家（下院議員）。音楽の才能に恵まれており、声楽家（カウンターテナー）、ダンサー、ピアニストとしても活躍した時期がある。

## 幼少時
ウィルトシャー州フォントヒルの邸宅に生まれる。父ウィリアム・ベックフォードはホイッグ党の大立者で、2度にわたってロンドン市長を務め、当時のロンドンにおける最大の富豪の1人だった。母マライア（旧姓ハミルトン）はステュアート家の末裔である。名付親はチャタム伯ウィリアム・ピット。ベックフォード一族は本来はグロスターシャーの出だった。
幼時にラテン語、フランス語、イタリア語、ドイツ語の個人教授を受ける。5歳の時、当時9歳のモーツァルトを家庭教師として招き、ピアノを習う。『フィガロの結婚』の中の有名なアリア「もう飛ぶまいぞ、この蝶々」はもともと自分が作った曲で、後年モーツァルトが貸して欲しいと言って来たから貸してやったのだとベックフォードは自慢していたが、事実とは考えられていない。この他、建築家サー・ウィリアム・チェンバーズに建築を学んだ。

## 大陸へ
10歳の時にリューマチ熱で父が死去した。16歳の時スイスのジュネーヴに留学し、法学、哲学、物理学、園芸学を修め、フランス語とイタリア語に熟達する。さらに『千夜一夜物語』の世界に憧れて、アラビア語、スペイン語、ポルトガル語を習得する。ヴォルテールとも交遊した。
1781年、成人に伴って亡父の莫大な遺産を相続。遺産の内訳は、100万から150万ポンドの現金やフォントヒルの地所、ジャマイカにある複数のサトウキビ農場だった。農場からは年に7万から10万ポンドの利益が、黙っていても入って来た。これらの資産によって俗世の労働から解放され、高級趣味人として執筆・芸術・建築に耽溺した。バイロンからは「イングランドで最も豊かな御曹司」と羨望された。
イギリスの名門子弟のご多分に漏れず、彼もまた大陸巡遊旅行（「グランドツアー」Grand Tour; 18世紀から19世紀初頭にかけて、英国上流社会の青年が教育の総仕上げにおこなったヨーロッパ各地巡遊旅行）に出発し、1782年にイタリアを旅すると、ただちにイタリア紀行を著した。1783年のDreams, Waking Thoughts and Incidentsがそれである。

## スキャンダル
ベックフォードは両性愛者であり、19歳の時には、当時10歳の従弟ウィリアム・コートネイ（愛称キティ。のちの第3代コートネイ子爵、第9代デヴォン伯爵）と同性愛関係を結んでいた。病を得て帰英してからコートネイとの関係が一部で取沙汰されるようになったため、評判を守る必要に迫られて、1783年5月5日、第4代アボイン伯爵の令嬢マーガレット・ゴードンと結婚した(当時の英国ではキリスト教的謬見から同性愛が本気で犯罪視されていたため)。しかしその一方でコートネイとの情交は継続したため、1784年には少年との同性愛行為の罪で起訴された。いわゆるパウダーラムスキャンダルである。裁判では証拠不充分につき無罪となったが、1785年、彼は妻子を連れてスイスに移住した。1786年5月、妻は次女を出産後に産褥熱で客死した。
同年、彼の代表作となったゴシック小説『ヴァセック』Vathekをフランス語で執筆した。机に向かったまま席を立つことなく3日と2晩で書き上げたと彼は常々自慢していたが、事実だったかどうかは疑問が持たれている。『ヴァセック』自体は傑作であり、ゴシック文学史上の金字塔として歴史に名を刻んでいるが、神を畏れぬ冒涜的な内容は当時大きなスキャンダルとなった。ムスリムのカリフを主人公としたこの異教的な物語には、彼の東洋趣味が遺憾なく発揮されている。
他の著作に、諷刺的作品『非凡な画家たちの回想』Memoirs of Extraordinary Painters（1780年）や、風景や風俗の描写に優れた紀行文『イタリアからの手紙、スペインとポルトガルの素描』Letters from Italy with Sketches of Spain and Portugal（1835年）がある。1793年に彼はポルトガルを訪れ、しばらく居住していた。しかし、彼は文人としてというよりもむしろ風変わりな建築狂や蒐集狂として知られていた。自らの道楽に資するため、年に10万ポンドの大金を注ぎ込み、亡くなった時には僅か8万ポンドしか残っていなかった。

## 建築への情熱

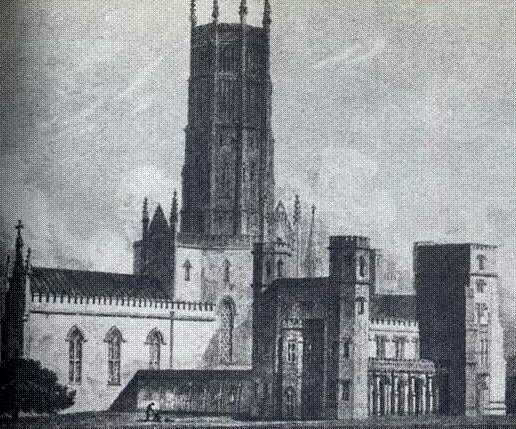
フォントヒル僧院

帰英後、1793年、自らの地所の周りに高さ12フィート（約3.6メートル）長さ7マイル（約11キロメートル）の壁を築き、壁の上には鉄の棘を立てて侵入者を完璧に締め出した。1796年から建築家ジェームズ・ワイアットに依頼して広壮なゴシック様式の僧院を建てさせ始めた。500人の人夫を雇い、昼夜交代制で1日24時間にわたって工事を進めた。のちには能率を上げるために450人を追加した。
最初に完成したのは275フィート（約84メートル）に及ぶ高さの塔だったが、1797年に倒壊した。「崩れ落ちるのを自分の眼で見られなかったのが残念だ」と彼は言った。この塔は再建されたが、1800年5月に再び倒壊した。
この塔が1807年に再建されると、そこに自らの蔵書や美術蒐集品を収めた。彼は歴史家エドワード・ギボンの全蔵書を購入して自らのコレクションの礎としていた。（彼は誇らかに"Nothing second-rate enters here."「わがコレクションに二級品の入る余地なし」と宣言した。）ベックフォード自身も僧院に独居し、人間嫌いの奇人として噂になった。（ただ一度だけ、1801年におばのエマ・ハミルトンが愛人のホレーショ・ネルソン提督を連れて宿泊したことがある。）このフォントヒル・アビー（Fonthill Abbey）が竣工したのは、1813年のことだった。
彼はまた、イングランドにおける同性愛スキャンダルの資料（新聞記事の切り抜き等）を大量に蒐集していた（これは現在、オクスフォード大学のボドリアン図書館に収蔵されている）。自らの出自を大変誇りにして家系図を詳細に研究した彼の調査によると、1631年に英国史上初めてソドム行為で処刑された第2代カッスルヘイヴン伯爵Mervyn Touchetは、彼の直系の祖先である。
1784年から1793年まで、次いで1806年から1820年まで下院議員として国会に出たが、議会では何も発言しなかった。その他は専ら隠遁生活を送り、父の遺産を空費する一方で、自ら資産を増やすことはしなかった。1822年には、ジャマイカに所有していた農園のうち2箇所が収用されてしまったため財政難に陥り、フォントヒル・アビーを33万ポンドで弾薬商ジョン・ファークワーに売却しなければならなかった。ベックフォード自身はこれ以降サマセット州バースのランズダウン・ヒルに転居し、建築家ヘンリー・グッドリッジに依頼して、1827年、巨大なランズダウン塔を造らせた。これは現在、ベックフォード塔と呼ばれ、観光名所になっている。

## 後世への文学的影響
作家出身で後に英国首相となったベンジャミン・ディズレイリの後見人でもあった。ディズレイリの小説『アルロイの素晴らしい物語』The Wondrous Tale of Alroyは、『ヴァセック』の影響が濃厚である。
バイロンの『異端者』、ユイスマンスの『さかしま』、ジョージ・メレディスの『シャグパットの毛剃り』、さらにマラルメやスウィンバーンの詩作品も『ヴァセック』の影響を受けている。

## 没後
1844年5月2日、ランズダウン・クレスントの自邸で死去。84歳。なきがらはランズダウン塔の地所に葬られたが、のちに墓地へ改葬された。

## 主な作品訳書
- 矢野目源一訳「ヴァテック」-『ゴシック文学神髄』 ちくま文庫、2020年10月、東雅夫編
  - 別版『ゴシック名訳集成 暴夜（アラビア）幻想譚』 伝奇ノ匣8：学研Ⅿ文庫、2005年2月、電子書籍で再刊
- 私市保彦訳「ヴァテック」-『新編 バベルの図書館3 イギリス編Ⅱ』ホルヘ・ルイス・ボルヘス編・序文、国書刊行会、2013年
  - 旧版は『ベックフォード バベルの図書館』上・下、国書刊行会、1990年
- 『十七歳の幻想』柄本魁訳、雪華社、1984年
- 『ヴァセック／泉のニンフ』小川和夫・野島秀勝訳、「ゴシック叢書14」国書刊行会、1980年
  - 『ヴァセック』グーテンベルク21（電子書籍、2023年）で再刊

## 後裔
2人の娘がおり、長女は第10代ハミルトン公爵アレクサンダー・ハミルトンに嫁いだ。グレース・ケリーとの結婚で有名なモナコのレーニエ3世は直系の子孫にあたる。